# عبد المحسن أبو ميزر
عبد المحسن أبو ميزر (1930-1992) محامي وسياسي فلسطيني من مواليد مدينة الخليل، نشط في العمل الوطني وتعرض بسبب نشاطه الوطني للنفي والملاحقة داخل فلسطين على يد سلطات الاحتلال منذ عام 1968 حتى أُبعد خارج فلسطين عام 1974. ثم انتقل بعد إبعاده إلى لبنان ليكمل مسار نضاله السياسي من خلال منظمة التحرير الفلسطينية. وتوفي في دمشق عام 1992.

## حياته العلمية
درس المرحلة الأساسية في مدارس الخليل والثانوية في غزة، وحصل على درجة البكالوريوس في الحقوق من كلية الحقوق في جامعة القاهرة عام 1951. وزاول مهنة المحاماة في مدينة القدس حيث عمل محامياً من خلال مكتب للمحاماة في مدينة القدس التي كان عضو منتخب في مجلسها البلدي منذ العام 1955.

## حياته العملية
شغل عبد المحسن أبو ميزر العديد من المناصب، أهمها:
- محررًا لجريدة الوحدة بين عامي (1958-1960)، وجريدة الصحافة بين عامي (1961-1962)، وترأس تحرير جريدة البعث بين عامي (1963-1965).
- عضواً في المجلس الوطني الفلسطيني منذ العام 1973 وحتى العام 1987، وعضواً في  المجلس المركزي لمنظمة التحرير الفلسطينية.
- عضواً في قيادة منظمة التحرير الفلسطينية العليا (اللجنة التنفيذية) منذ العام 1974 ولغاية 1984، ورئيساً لدائرة العلاقات الوطنية القومية، وأصبح الناطق الرسمي باسم اللجنة التنفيذية.
- عضوًا في المجلس المركزي لمنظمة التحرير الفلسطينية.
- ممثّل المنظمة في لجنة القدس التابعة لمنظمة المؤتمر الإسلامي عام 1974.
- رئيسًا للجنة الفلسطينية للسلم والتضامن.
- نائبًا لرئيس منظمة التضامن الأفرو آسيوي.
- عضوًا في قيادة جبهة الإنقاذ الوطني الفلسطيني التي تأسست عام 1985 وكانت معارضة لدخول منظمة التحرير مسار التسوية، والمسؤول عن دائرة العلاقات السياسية والخارجية فيها، والناطق الرسمي لها.